# Villadepera
Villadepera község Spanyolországban,  Zamora tartományban. Villadepera Pino del Oro, Villalcampo, Moral de Sayago, Moralina, Villardiegua de la Ribera és Fonfría községekkel határos. Lakosainak száma 179 fő (2024).

## Népesség
A település népessége az utóbbi években az alábbiak szerint változott:
| Lakosok száma | 266  | 273  | 262  | 271  | 253  | 244  | 220  | 198  | 183  | 179  |
|               | 2001 | 2004 | 2007 | 2009 | 2012 | 2014 | 2017 | 2019 | 2022 | 2024 |